# Diademodon tetragonus
Diademodon tetragonus és una espècie extinta de cinodont que visqué entre el Triàsic mitjà i el Triàsic superior en allò que avui en dia és Àfrica, l'Antàrtida i Sud-amèrica. Es tracta de l'única espècie reconeguda del gènere Diademodon. Les seves dents han complicat l'elucidació de la seva dieta. Durant molt de temps es cregué que era herbívor, però els seus ullals semblen adaptats a una dieta omnívora.